# Otto Wansch
Otto Wansch SDB (* 18. September 1928 in Amstetten; † 22. Februar 2019 in Benediktbeuern) war ein österreichischer Ordensgeistlicher und römisch-katholischer Philosoph.

## Leben
Er trat in die Österreichische Provinz der Salesianer Don Boscos ein und schloss das Noviziatsjahr am 16. August 1951 mit der ersten Profess ab. Nach dem Theologiestudium empfing er am 11. Februar 1960 in Turin die Priesterweihe. Er spezialisierte sich in Philosophie, erwarb das Lizenziaten der Theologie und wurde 1967 an der Päpstlichen Universität der Salesianer zum Doktor der Philosophie promoviert. Nach einer kurzen Lehrtätigkeit in Unterwaltersdorf wurde er 1966 Philosophieprofessor an der PTH Benediktbeuern.
An der 1971 erfolgten Überführung der Benediktbeurer Höheren Fachschule für Sozialpädagogik in die Kirchliche Stiftung des öffentlichen Rechts Katholische Bildungsstätten für Sozialberufe in Bayern als Abteilung Benediktbeuern der Katholischen Stiftungsfachhochschule München lehrte er und von 1972 bis 1977 sowie von 1984 bis 1988 leitete er als Vizepräsident und Benediktbeurer Abteilungsleiter die Fachhochschule mit. Der emeritierte Kardinal Friedrich Wetter verlieh ihm die Ehrenmedaille der kirchlichen Stiftung Katholische Bildungsstätten für Sozialberufe in Bayern.
Nach seiner Emeritierung 1996 leitete er bis 2004 das Benediktbeurer Institut für Salesianische Spiritualität. Die Übersetzung von Texte aus dem Italienischen war einer seiner Hauptaufgaben, um Don Bosco im deutschen Sprachraum besser bekannt zu machen.

## Schriften (Auswahl)
- Welt-Weisheit. Der Welt-Begriff in der Philosophie Eugen Finks (= Theses ad lauream. Band 80). Rom 1967, OCLC 949029835, (zugleich Dissertation, Päpstliche Universität der Salesianer 1967).
- Juan Edmundo Vecchi als Übersetzer mit Renate M. Dafelmair: "Fahr hinaus auf den See (Lk 5,4), erfasse die Weite am offenen Meer und erforsche seine Tiefen!" Leitgedanke 2002 (= Institut für Salesianische Spiritualität der Salesianer Don Boscos. Arbeitstext. Band 18). Inst. für Salesianische Spiritualität der Salesianer Don Boscos, Benediktbeuern 2002, OCLC 76382139.
- Pascual Chávez Villanueva als Übersetzer mit Renate M. Dafelmair: Fördern wir eine Spiritualität der Gemeinschaft, indem wir jede Familie und jede Gemeinde zum Haus und zur Schule der Gemeinschaft formen - richtigere Übersetzung. Fördern wir eine Spiritualität der Gemeinschaft, indem wir jede Familie und jede Gemeinschaft zum Haus und zur Schule der Gemeinsamkeit formen. Leitgedanke 2003. Kommentar (= Institut für Salesianische Spiritualität der Salesianer Don Boscos. Arbeitstext. Band 20). Inst. für Salesianische Spiritualität der Salesianer Don Boscos, Benediktbeuern 2003, OCLC 76435131.
- Pascual Chávez Villanueva als Übersetzer: Den jungen Menschen rufen wir mit Überzeugung zu. "Geht mit Freude und Entschiedenheit den Weg der Heiligkeit im Alltag". Leitgedanke 2004 (= Institut für Salesianische Spiritualität der Salesianer Don Boscos. Arbeitstext. Band 21). Inst. für Salesianische Spiritualität der Salesianer Don Boscos, Benediktbeuern 2004, OCLC 76484215.
- Pascual Chávez Villanueva als Übersetzer: Geben wir der Kirche, der Mutter unseres Glaubens, ein junges Gesicht. Leitgedanke 2005 (= Institut für Salesianische Spiritualität der Salesianer Don Boscos. Arbeitstext. Band 22). Inst. für Salesianische Spiritualität der Salesianer Don Boscos, Benediktbeuern 2005, OCLC 76678023.